# Mammillaria huitzilopochtli
Mammillaria huitzilopochtli ist eine Pflanzenart aus der Gattung Mammillaria in der Familie der Kakteengewächse (Cactaceae). Das Artepitheton huitzilopochtli entstammt der Sprache der Azteken und ehrt Huitzilopochtli, den Gott der Sonne und des Krieges in der aztekischen Religion.

## Beschreibung
Mammillaria huitzilopochtli wächst zuerst einzeln und später verzweigt. Die zuerst kugeligen, später keulig bis zylindrisch geformten, dunkelgrünen Triebe werden bis  zu 15 Zentimeter hoch und erreichen dabei einen Durchmesser von 6 bis 8 Zentimeter. Die seitlich zusammengedrückten Warzen sind zylindrisch bis konisch geformt. Die Axillen sind in der Blüten bildenden Gegend mit dichter weißer Wolle besetzt. Mitteldornen fehlen oft oder es ist nur einer vorhanden. Sehr selten wurden 2 bis 4 Mitteldornen beobachtet. Wenn vorhanden, dann sind sie abstehend fein, nadelig bis pfriemlich oder gewungen, dunkelbraun bis schwarz und 0,4 bis 2 Zentimeter lang. 15 bis 30 glasig weiße Randdornen sind 2,5 bis 3,5 Millimeter lang.
Die karminroten Blüten öffnen sich nicht sehr weit. Sie sind 1,2 bis 1,5 Zentimeter lang und messen 7 Millimeter im Durchmesser. Die roten Früchte sind keulig bis zylindrisch geformt. Sie werden bis zu 1,5 Zentimeter lang.

## Verbreitung, Systematik und Gefährdung
Mammillaria huitzilopochtli ist in den mexikanischen Bundesstaaten Oaxaca und Puebla verbreitet.
Die Erstbeschreibung erfolgte 1979 durch David Richard Hunt.
Es werden folgende Unterarten unterschieden:
- Mammillaria huitzilopochtli subsp. huitzilopochtli:
Die Nominatform hat 0 bis 1 Mitteldorn, kräftig, nadelig, dunkel. Randdornen bis zu 30.
- Mammillaria huitzilopochtli subsp. niduliformis (A.B.Lau) Pilbeam:
Die Erstbeschreibung erfolgte 1994 als Mammillaria huitzilopochtli var. niduliformis durch Alfred Bernhard Lau.[3] John William Pilbeam stellte die Varietät 1999 als Unterart zu Mammillaria huitzilopochtli.[4] Die Unterart hat gewöhnlich 2 bis 4 gräuliche Mitteldornen, die meist etwas gewunden und ineinander verwoben sind. Randdornen bis 22.

In der Roten Liste gefährdeter Arten der IUCN wird die Art als „Least Concern (LC)“, d. h. als nicht gefährdet geführt.

## Nachweise